# Lijst van Megophryidae
Onderstaand een lijst van alle soorten kikkers uit de familie Megophryidae. De lijst is gebaseerd op Amphibian Species of the World.
- Borneophrys edwardinae
- Brachytarsophrys carinense
- Brachytarsophrys chuannanensis
- Brachytarsophrys feae
- Brachytarsophrys intermedia
- Leptobrachella baluensis
- Leptobrachella brevicrus
- Leptobrachella mjobergi
- Leptobrachella natunae
- Leptobrachella palmata
- Leptobrachella parva
- Leptobrachella serasanae
- Leptobrachium abbotti
- Leptobrachium ailaonicum
- Leptobrachium banae
- Leptobrachium bompu
- Leptobrachium boringii
- Leptobrachium buchardi
- Leptobrachium chapaense
- Leptobrachium guangxiense
- Leptobrachium gunungense
- Leptobrachium hainanense
- Leptobrachium hasseltii
- Leptobrachium hendricksoni
- Leptobrachium huashen
- Leptobrachium ingeri
- Leptobrachium kanowitense
- Leptobrachium leishanense
- Leptobrachium leucops
- Leptobrachium liui
- Leptobrachium lumadorum
- Leptobrachium mangyanorum
- Leptobrachium montanum
- Leptobrachium mouhoti
- Leptobrachium ngoclinhense
- Leptobrachium nigrops
- Leptobrachium promustache
- Leptobrachium pullum
- Leptobrachium rakhinensis
- Leptobrachium smithi
- Leptobrachium tagbanorum
- Leptobrachium waysepuntiense
- Leptobrachium xanthops
- Leptobrachium xanthospilum
- Leptolalax aereus
- Leptolalax alpinus
- Leptolalax applebyi
- Leptolalax arayai
- Leptolalax bidoupensis
- Leptolalax bourreti
- Leptolalax croceus
- Leptolalax dringi
- Leptolalax eos
- Leptolalax firthi
- Leptolalax fuliginosus
- Leptolalax gracilis
- Leptolalax hamidi
- Leptolalax heteropus
- Leptolalax kajangensis
- Leptolalax kecil
- Leptolalax khasiorum
- Leptolalax lateralis
- Leptolalax liui
- Leptolalax maurus
- Leptolalax melanolecus
- Leptolalax melicus
- Leptolalax minimus
- Leptolalax nahangensis
- Leptolalax nokrekensis
- Leptolalax nyx
- Leptolalax oshanensis
- Leptolalax pelodytoides
- Leptolalax pictus
- Leptolalax platycephalus
- Leptolalax pluvialis
- Leptolalax solus
- Leptolalax sungi
- Leptolalax tamdil
- Leptolalax tuberosus
- Leptolalax ventripunctatus
- Megophrys kobayashii
- Megophrys ligayae
- Megophrys montana
- Megophrys nasuta
- Megophrys stejnegeri
- Ophryophryne gerti
- Ophryophryne hansi
- Ophryophryne microstoma
- Ophryophryne pachyproctus
- Ophryophryne synoria
- Oreolalax chuanbeiensis
- Oreolalax granulosus
- Oreolalax jingdongensis
- Oreolalax liangbeiensis
- Oreolalax lichuanensis
- Oreolalax major
- Oreolalax multipunctatus
- Oreolalax nanjiangensis
- Oreolalax omeimontis
- Oreolalax pingii
- Oreolalax popei
- Oreolalax puxiongensis
- Oreolalax rhodostigmatus
- Oreolalax rugosus
- Oreolalax schmidti
- Oreolalax weigoldi
- Oreolalax xiangchengensis
- Scutiger adungensis
- Scutiger bhutanensis
- Scutiger boulengeri
- Scutiger brevipes
- Scutiger chintingensis
- Scutiger glandulatus
- Scutiger gongshanensis
- Scutiger jiulongensis
- Scutiger liupanensis
- Scutiger maculatus
- Scutiger mammatus
- Scutiger muliensis
- Scutiger nepalensis
- Scutiger ningshanensis
- Scutiger nyingchiensis
- Scutiger pingwuensis
- Scutiger sikimmensis
- Scutiger tuberculatus
- Scutiger wanglangensis
- Scutiger wuguanfui
- Xenophrys aceras
- Xenophrys auralensis
- Xenophrys baluensis
- Xenophrys baolongensis
- Xenophrys binchuanensis
- Xenophrys binlingensis
- Xenophrys boettgeri
- Xenophrys brachykolos
- Xenophrys caudoprocta
- Xenophrys damrei
- Xenophrys daweimontis
- Xenophrys dringi
- Xenophrys gigantica
- Xenophrys glandulosa
- Xenophrys huangshanensis
- Xenophrys jingdongensis
- Xenophrys jinggangensis
- Xenophrys kuatunensis
- Xenophrys lekaguli
- Xenophrys longipes
- Xenophrys major
- Xenophrys mangshanensis
- Xenophrys medogensis
- Xenophrys megacephala
- Xenophrys minor
- Xenophrys nankiangensis
- Xenophrys omeimontis
- Xenophrys pachyproctus
- Xenophrys palpebralespinosa
- Xenophrys parallela
- Xenophrys parva
- Xenophrys robusta
- Xenophrys sangzhiensis
- Xenophrys serchhipii
- Xenophrys shapingensis
- Xenophrys shuichengensis
- Xenophrys spinata
- Xenophrys takensis
- Xenophrys tuberogranulatus
- Xenophrys wawuensis
- Xenophrys wuliangshanensis
- Xenophrys wushanensis
- Xenophrys zhangi
- Xenophrys zunhebotoensis